# Willem Marinus Dudok
Willem Marinus Dudok (Amsterdam, 6 luglio 1884 – Hilversum, 6 aprile 1974) è stato un ingegnere e architetto olandese.

## Biografia
Dopo essersi laureato come ingegnere all'Accademia Reale Militare di Breda, Dudok passa diversi anni costruendo fortificazioni ed edifici militari per l'esercito olandese. 
A partire dal 1916 diventa architetto della piccola città di Hilversum, vicino ad Amsterdam, dove progetta il piano d'espansione della città e realizza numerose opere: municipio, piscina coperta, cimitero, abitazioni, scuole. In questi progetti è chiaramente leggibile l'influenza di Frank Lloyd Wright. Il suo linguaggio architettonico è caratterizzato dall'uso del laterizio a vista, composizioni asimmetriche di blocchi rettangolari, tra i quali spesso si erge una torre e lunghi nastri di finestre basse. 
Ha ricevuto numerosi riconoscimenti: la RIBA Gold Medal (1935), il Grand Prix francese di architettura (1937), la AIA Gold Medal (1955).

## Opere principali

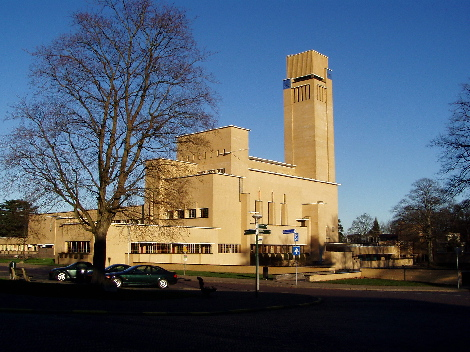
Municipio di Hilversum

- 1915-1935 piano di espansione per Hilversum
- 1916-1918 Geraniumschool, Hilversum
- 1921 Scuola "Dr Bavinck", Hilversum
- 1923-1931 Municipio di Hilversum, edificio che ebbe una forte influenza
- 1928-1930 Grandi Magazzini De Bijenkorf, Rotterdam (distrutti durante la seconda guerra mondiale)
- 1928 Residenza universitaria olandese nella Città internazionale universitaria di Parigi
- 1938-1941 Stadsschouwburg, il più grande teatro di Utrecht
- 1948 Reali Acciaierie Olandesi, Velsen